# هدى السراري
هدى السراري ولدت هدى السراري في 16 من شهر يونيوعام 1974 في مدينة طبرق في ليبيا حيث ترعرت ودرست إدارة الأعمال. في 2003 تزوجت من الكاتب والصحفي الليبيّ مجاهد البوسيفي، وأنجبت منه طفلين، وعاشت معه في هولندا حيث كان لاجئاً سياسياً، ثم انتقلت للعيش معه في قطر حيث عمل زوجها بشبكة الجزيرة الإخبارية.
هدى السراري متزوجة من الكاتب الليبي المعارض مجاهد البوسيفي الذي قضى أكثر من عقد ونيف لاجئا سياسيا في المملكة الهولندية وذلك بسبب كتاباته الناقدة لسياسات نظام القذافي.
هدى السراري، صحفية وشاعرة، عملت في عدة مؤسسات إعلامية، وهي المؤسس والمدير العام لقناتيّ TV218 و News 218 قبل إغلاقهما في يونيو 2022 بسبب قطع التمويل، فيما السراري تعتبر أول امرأة ليبية تؤسس محطة فضائية وتقوم بإدارتها.
تمّ اختيار هدى السراري كواحدة من أهم 30 شخصية نسائية الأكثر تاثيرا في العالم العربي بعد أن روت قصة مختلفة عن ليبيا، التي اعتادت المنابر الإعلامية أن تصورها بلداً يعيش صراعاً حادًّا، فاختارت السراري أن تروي قصة شعب مصمم أن يعيش حياة طبيعية في خضم الحرب وحرصت على إبراز ثراء وتنوّع الموروث الثقافي للمجتمع الليبي، وأيضا خلق فسحة من البهجة بعيداً عن قساوة الحرب، عبر المجموعة الإعلامية الناطقة باللغة العربية "218".
تركز نشاط هدى السراري في مجال الاعلام وكتبت مقالات عديدة تتناول الشأن الليبي قبل أن تؤسس مجموعة 218 الإعلامية.

## مسيرتها الصحفية
بدأت هدى السراري مسيرتها الإعلامية مطلع العام 1999 كصحافية مراسلة في صحيفة العرب اللندنية، وكاتبة مقالة أسبوعية بعدها في صحيفة القبس الكويتية بين عامي 2000 و 2002.
وبموزاة عملها الإعلاميّ، تطوعت هدى السراري في منظمة Prince Claus Fund للثقافة والتطوير في هولندا، بين يناير 2004 ويناير 2005.
وفي 2007 عملت كمنتجة لفقرات ثقافية بالتلفزيون القطري، ثم عادت لمزاولة العمل الصحافي في صحيفة العرب من قطر.
دخلت هدى السراري عالم الراديو من خلال إذاعة QF في Qatar Foundation، وانتقلت بعدها لترأس إدارة العلاقات العامة الإعلامية في مركز الدوحة لحرية الصحافة لمدّة عام ونيّف.
بعد قيام ثورة 17 فبراير 2011 في ليبيا قامت هدى السراري مع عدد من الليبين بإنشاء وإدارة قناة ليبيا الأحرار التي اتّخذت العاصمة القطرية مقراً لها، واستمرت في إدارتها حتى يوليو 2014 حيث استقالت بعد هجوم فجر ليبيا على مطار طرابلس الدولي، إذ تفرغت بعدها لتأسيس قنوات 218 في الأردن منذ منتصف عام 2015.
وفيما انشغل الإعلام في ليبيا بتغطية الحرب الأهلية، التي تعيشها ليبيا منذ سقوط نظام القذافي، اتخذت هدى السراري القرار بخلق فسحة من البهجة بعيداً عن قساوة الحرب. وحرصت على إبراز ثراء وتنوّع الموروث الثقافي للمجتمع الليبي، حيث قدمت منذ عام 2014 مجموعة واسعة من الأخبار وبرامج الترفيه والوثائقيات والرياضة وبرامج عن المجتمع المدني تركزت حول الحياة اليومية للمواطنين الليبيين.
اختارت مجلة «أريبيان بيزنس» المتخصصة في عالم الأعمال في دولة الإمارات العربية المتحدة الاعلامية والشاعرة الليبية «هدى السراري» كواحدة من أهم 30 شخصية نسائية الأكثر تاثيرا في العالم العربي.
"حصلت السراري” على رقم “10” في القائمة السنوية التي أصدرتها المجلة للعام 2019 وهي المرأة الليبية الأولى التي تصنف عربيا وعالميا من الشخصيات الأكثر تأثيرا في العالم العربي حيث يدخل هذا التصنيف ضمن التصنيفات العالمية مستقبلا." موقع ليبيا المختار الإخباري

## الجوائز والمؤلفات والخبرات
- ترأست إدارة العلاقات العامة في مركز الدوحة لحرية الصحافة.
- اختارتها مجلة اريبيان بيزنس في فبراير 2019 من بين أكثر النساء تأثيراً في العالم العربي.
- تسلمت شهادة تقدير من مهرجان Women's Festival for Creativity in Libya.
- كاتبة وناشرة مقالات وكتابات عديدة في مجلة الكويت الثقافية.
- ناشرة قصائد وخواطر في مطبوعات خليجية عديدة منها المختلف، الفواصل وجواهر.
- ناشرة مجموعة قصائد ليبية في ديوان «أثوان الحزن» بالعامية الليبية.

## وصلات خارجية
ما لا تعرفونه عن هدى السراري
https://www.arabianbusiness.com/lists/414242-ceo-2019-most-influential-women-me-10huda-el-sarari
أكثر النساء تأثيراً في العالم العربي/النهار
الإعلامية الليبية «هدى السراري» من أهم 30 شخصية نسائية الأكثر تأثيراً في العالم العربي/سما الإخبارية
https://www.alarabiya.net/ar/politics/شهادتي حول لقائي بالسيد علي زيدان
https://www.alarabiya.net/ar/politics/سنة ثالثة فبراير
http://www.libyaalmostakbal.net/news/clicked/4332
http://hitzin.com/view/yd40isj23/
http://www.libya-watanona.com/adab/halsarari/hs180410a.htm
http://watchlaterapp.com/3xyh
http://www.maannews.net/arb/ViewDetails.aspx?ID=347108
http://www.alwatan-libya.com/more.php?newsid=18348&catid=22
http://al-shorfa.com/cocoon/meii/xhtml/ar/features/meii/features/main/2011/08/31/feature-01
http://www.bbc.co.uk/arabic/mobile/middleeast/2011/12/111229_qatar_flexes_muscles.shtml